# Ivan Feďuninskij
Ivan Ivanovič Feďuninskij (rusky Иван Иванович Федюнинский); (30. července 1900 Ťumeň – 17. října 1977 Moskva) byl sovětský vojenský velitel a Hrdina Sovětského svazu v roce 1939.

## Život
Narodil se do rolnické rodiny v blízkosti Tugulym na Urale. Vstoupil do vesnické školy v roce 1913 a vyučil se malířem a dekoratérem. Do Rudé armády vstoupil v roce 1919. Bojoval na západní frontě v ruské občanské válce a byl dvakrát zraněn. Absolvoval Vladivostockou pěchotní školu v letech 1923-24 a byl jmenován do pěšího pluku. Sloužil na ruském Dálném východě a účastnil se Čínsko-sovětského konfliktu. Jako velitel 24. motorizované pluku v bitvě u Chalkin Golu získal vyznamenání Hrdina Sovětského svazu za statečnost. V roce 1940 byl povýšen na velitele divize a převzal 82. střeleckou divizi, později motostřeleckou divizi.
22. června 1941 se stal velitelem 15. střeleckého sboru. Po několika velících armádních pozicích, včetně 54. a 42. armády v Leningradské oblasti, převzal velení 2. úderné armády krátce před bitvou u Narvy v roce 1944. Od roku 1946 do roku 1951 velel 7. gardové armádě.
Po skončení II. světové války se stal zástupcem velitele skupiny sovětských vojsk v Německu (1951-54), velitelem Zakavkazského vojenského okruhu (1954-1957) a turkestánských vojenských okruhů (1957-1965). V roce 1955 byl povýšen do hodnosti armádního generála a stal se, od roku 1965 až do své smrti, inspektorem a poradcem sovětského ministerstva obrany. Byl také členem Nejvyššího sovětu Sovětského svazu.
Získal celkem 4x Leninův řád, 5x Řád Rudého praporu a 2x řád Suvorova (1. a 2. třída), 2x řád Kutuzova, Řád rudé hvězdy, Řád Za službu o vlasti v ozbrojených silách SSSR (3. třídy), četné medaile, a několik zahraničních řádů a medailí.